# Xiaomi Redmi Note 2
Xiaomi RedMi Note 2, portant le nom en Chinois : Xiǎomǐ Hongmi Note 2 (chinois simplifié : 小米红米Note2) est un smartphone de la marque chinoise Xiaomi Tech. il a été présenté le 13 août 2015. Il est disponible en plusieurs coloris dont noir, blanc, jaune, bleu clair et rose.

## Redmi Note 2 Prime
À l'annonce du Redmi Note 2, la firme a également annoncée une version premium baptisée « Redmi Note 2 Prime » :
- Écran IPS LCD 5,5 pouces avec définition Full HD 1920 × 1080 pixels
- Processeur octo core Helio X10 avec architecture en Cortex A-532,2 MHz (contre 2 MHz pour la version standard)
- RAM : 2 Go LPDDR3 dual-channel
- 32 Go (contre 16 Go pour la version standard)
- Appareil photo 13 Mégapixels
- Caméra frontale 5 Mégapixels
- Batterie 3 060 mAh amovible
- Wi-Fi 802.11b/g/n/ac
- 4G : oui
- Dual-Sim
- 152 mm x 76 mm x 8,25 mm
- 160 grammes
- MIUI 7 sous Android 5.1

## Méthode de fabrication
Lors de la conférence, Lei Jun a tenu à expliquer la méthode de fabrication du Redmi Note 2, que ce soit en matière de design ou de performances.

### Design
Les designers du Redmi Note 2 ont trouvé l'inspiration dans les éléments de la jeunesse, en commençant par regarder plein de couleurs qui aura été appliqué à la coque colorée. Puis la prise en main où la coque arrière possède un matériau mat standard, elle est douce et délicate au toucher. La coque arrière étant remplaçable, l'utilisateur peut également remplacer la couleur de son Redmi Note 2 selon son humeur.
Possédant un écran de 5,5 pouces tout en ayant un poids relativement léger malgré sa batterie haute capacité de 3 060 mAh. Par rapport au Redmi Note premier du nom, l'épaisseur du corps a été revue à la baisse en étant 87 % plus fin[réf. nécessaire] tout en ayant 49 g en moins.
Dans le nouveau Redmi Note 2, la firme a rajouté une huile anti-empreintes digitales sur la coque arrière, afin que le smartphone soit le moins sali possible.
Le Redmi Note 2 possède un léger renflement dans la coque arrière pour la caméra principale, étant presque à ras de la coque.
Sur la tranche du bas, le smartphone a subi un perçage CNC grâce à une technique sophistiquée, la sculpture possède 132 lignes de son exquise[Quoi ?]. L'utilisateur remarquera à peine en dessous l'alésage sonore d'environ 1 mm, ce qui permet au smartphone placé sur le bureau de résister à l'usure, tout en permettant de diffuser le son correctement.
Ce smartphone a aussi une forte structure interne solide. Il possède un cadre de fuselage, une bonne dissipation de la chaleur, dans le même temps très robuste grâce à un alliage de magnésium avec une structure métallique, cette structure peut être utilisée lorsque les téléphones cellulaires entrent en collision, pour éviter d'endommager les composants de précision internes, tout en permettant à l'appareil d'avoir un poids léger.
Ce smartphone possède des composants de première classe proposant une haute performance, inséparable de l'excellent système de refroidissement. Pour veiller à ce que le processeur phare Helio X10 puisse disposer également d'un bon fonctionnement pour ses 8 cores complets, les ingénieurs chargés de l'arrière du téléphone ont ajouté à l'aide de graphite un film thermique haute performance afin de réduire la température de fonctionnement du processeur.

### Composants
Ce smartphone prend en charge le réseau 4G TDD-LTE et FDD-LTE. Le Redmi Note 2 possède deux microphones en silicium, un sur le bas du téléphone qui permet de diffuser la voix de l'utilisateur lors d'un appel, l'autre en haut pour capturer le son environnant et l'analyser. Lors d'un appel, le smartphone peut utiliser deux microphones d'information audio qui sont recueillies et analysées pour identifier et filtrer les bruits de fond, résultant d'une meilleure qualité de la voix.

#### Appareil photo et caméra
Le Redmi Note 2 possède un capteur d'image Samsung de 13 millions de pixels, et cette fois il possède la technologie autofocus à l'aide d'un capteur PDAF, il a la vitesse la plus rapide de 0,1 seconde pour faire une mise au point, permettant de prendre facilement des photos rapidement. La phase PDAF est une technologie pour l'autofocus, proposant une rapidité d'autofocus de 0.1s couplée à une technologie de phase SLR, que ce soit pour capturer des oiseaux dans le ciel ou des chevaux au galop. Sa technique de détection de phase est réalisée par des pixels masqués dans le capteur d'image, il se concentre sur toute la partie centrale de la scène. Le Redmi Note 2 est équipé du capteur d'image de Samsung, par rapport à des capteurs d'image classiques, il peut réduire les interférences entre les pixels d'environ 30 %, de sorte que lorsque l'utilisateur prend des photos, il obtient une fidélité plus élevée des couleurs et de la clarté. Le Redmi Note 2 est capable d'enregistrer des vidéos en Full HD 1080p, mais est aussi capable de filmer une vidéo au ralenti jusqu'à 120fps par seconde, supportant également un effet timelapse. Le Redmi Note 2 est équipé d'un capteur OmniVision de 5 millions de pixel, ƒ/2,0 avec une caméra grande ouverture à l'avant.

#### SIM
Le Redmi Note 2 est équipé de deux emplacements pour carte SIM, supportant deux bandes 4G FDD-LTE/TDD-LTE.

#### Écran
L'écran du Redmi Note 2 possède une technologie résistante au soleil, quel que soit l'intensité du soleil brûlant ou l'obscurité de la nuit, le smartphone peut fournir les meilleures performances. Par exemple, grâce à la technologie d'écran Sunshine, la technologie peut automatiquement ajuster le contraste de l'écran en fonction de la luminosité environnante. L'écran possède une définition bien plus grande que la première génération, avec une définition Full HD 1080p (400 ppp) ainsi qu'une technologie IPS. Lorsque l'utilisateur s'expose au soleil, l'écran du smartphone n'a pas toujours une bonne performance. Il suffit d'augmenter la luminosité de l'écran mais cela possède non seulement un effet limité, mais augmente aussi la consommation d'énergie. Le Redmi Note 2 possède une technologie d'écran Sunshine, qui peut changer en fonction de la lumière ambiante, le contraste global en temps réel de l'écran peut être réglé. Le mode yeux rouges du Redmi Note 2 permettra à l'utilisateur de réduire la couleur de l'écran pour éviter la fatigue oculaire afin de régler l'écran au plus près des couleurs jaunes, dans le but de protéger les yeux. Xiaomi a fait appel à un processus de collage de la vitre de protection, des capteurs et de l'écran tactile en un seul, ce qui réduit la couche d'air entre les composants, afin d'éviter la couche d'air et la réfraction de la lumière du soleil affectant écran, rendant la couleur plus pure, et l'écran plus lumineux.

#### Processeur et Mémoire RAM
Le Redmi Note 2 possède un processeur MediaTek Helio X10, couplé avec 2 Go de mémoire vive LPDDR3 dual-channel ainsi qu'un processeur graphique PowerVR puissant. Le processeur MediaTek Helio X10 propose une architecture 64 bits. Avec 8 cœurs ARM Cortex A53 pouvant être simultanément ouvert, libérant une forte puissance. Avec 16 Go ou 32 Go eMMC 5.0 de mémoire interne, la vitesse de lecture que les téléphones habituels ont est de l'eMMC 4.5, l'eMMC 5.0 actuellement proposé dans le Redmi Note 2 propose des gains de vitesse de lecture allant jusqu'à 2 × . L'utilisateur peut choisir la version standard avec un Helio X10 cadencé à 2,0 GHz ou bien la version Prime avec le même Helio X10 mais cadencé cette fois-ci à 2,2 GHz. La mémoire double canal est utilisé dans ce smartphone, doublant les performances par rapport au Redmi Note premier du nom. Les performances graphiques ont été augmentées de 3,5 fois. Le GPU du Redmi Note 2 a été créé par la société britannique qui a lancé la série Power VR, avec sa technologie unique et puissante, le Redmi Note 2 s'oriente vers une performance 3,5 fois plus grande que la précédente génération. L'utilisateur peut choisir la fréquence GPU de 550 MHz en version standard, suffisant pour répondre à ses besoins quotidiens comme il peut choisir également la fréquence GPU de 700 MHz avec la version Prime. La firme ayant testé à l'aide de benchmark Antutu le Redmi Note 2 version Prime, ce dernier s'avère très convaincant avec 54 024 points, ce qui est énorme pour un smartphone milieu de gamme et ce qui est comparable à la puissance d'un Galaxy S5, un Galaxy Alpha, un HTC One M9, un MX4 ou bien même un Nexus 6.

#### Batterie
Les ingénieurs ont travaillé au niveau matériel comme logiciel pour l'optimisation de la gestion de l'énergie de la batterie. Ils ont optimisé le système d'exploitation afin que l'OS puisse arrêter automatiquement les applications en arrière-plan utilisant une connexion réseau et le GPS, ce qui réduit la consommation d'énergie quand il n'y a pas de connexion de données, ce qui fait gagner en autonomie. Tout en soutenant la technologie de chargement rapide, en réduisant le temps d'attente en charge. La batterie haute capacité de 3 060 mAh caché dans le corps mince de 8,25 mm tout en ayant un poids de seulement 160 grammes est agréable pour la prise en main.

#### Connectivité
Le smartphone supporte également le dernier protocole Wi-Fi 802.11ac Gigabit. Le smartphone supporte le protocole standard international Bluetooth 4.0.

## Prix

### Redmi Note 2
- 799 yuans (environ 125 $), soit 112 € (Mono SIM 4G TD-LTE).
- 899 yuans (environ 141 $), soit 126 € (Dual-SIM 4G FDD-LTE).

### Redmi Note 2 Prime
- 999 yuans (environ 156 $), soit 140 € pour la version 32 Go.

## Réception
Le 16 août 2015 a eu lieu la première vente du Redmi Note 2. Au total, ce sont plus de 800 000 exemplaires qui se sont vendus en l'espace de 12h. Un record pour la firme qui avait écoulé l'année dernière 100 000 Redmi Note en 34 minutes.
Le 6 septembre 2015, il a été annoncé qu'en l'espace de deux semaines, Xiaomi a vendu 1,5 million de Redmi Note 2, un record confirmé.
Le 5 octobre 2015, Lei Jun s'est exprimé sur Weibo à propos des résultats des ventes du Redmi Note 2. L'entreprise est particulièrement fière d'en avoir écoulé plus de 2,15 millions d'exemplaires en 1 mois. Lei Jun annonce vouloir en écouler au moins 10 millions d'ici la fin de l'année.